# Eutropia (heilige)
Eutropia was de zuster van de heilige  Nicasius, bisschop van Reims. Tijdens een invasie van Hunnen in de 5e eeuw hadden zij zich met andere christenen in de kerk verzameld. Allen werden vermoord, maar Eutropia werd aanvankelijk gespaard omwille van haar schoonheid. Zij weigerde echter haar maagdelijkheid en geloof te verliezen, zodat zij een dag later, op 14 december, alsnog de marteldood stierf. Zij wordt aangeroepen tegen verschillende ziekten.
Haar vermoedelijke overlijdensjaar is 407.